# Phrurotimpus parallelus
Phrurotimpus parallelus är en spindelart som först beskrevs av Chamberlin 1921.  Phrurotimpus parallelus ingår i släktet Phrurotimpus och familjen flinkspindlar. Inga underarter finns listade i Catalogue of Life.